# Спасская (Черновицкая область)
Спасская (укр. Спаська) — село в Каменской сельской общине Черновицкого района Черновицкой области Украины.
До 2020 года входило в Сторожинецкий район.
Население по переписи 2001 года составляло 775 человек. Почтовый индекс — 59043. Телефонный код — 3735. Код КОАТУУ — 7324586504.